# Oberhallau
Oberhallau és un municipi del cantó de Schaffhausen (Suïssa).